# 玻利瓦爾 (路易斯安那州)
玻利瓦爾（英語：Bolivar）是位於美國路易斯安那州坦吉帕霍阿堂區的一個非建制地區。

## 地理
玻利瓦爾所處的海拔為高於海平面68米（即223英呎），而該地所採用的時區為UTC-6，即北美中部時區（CST）。同時該地設有夏令時間，為UTC-6調快一小時，即UTC-5（CDT）。